# 安娜·海宁·贝茨

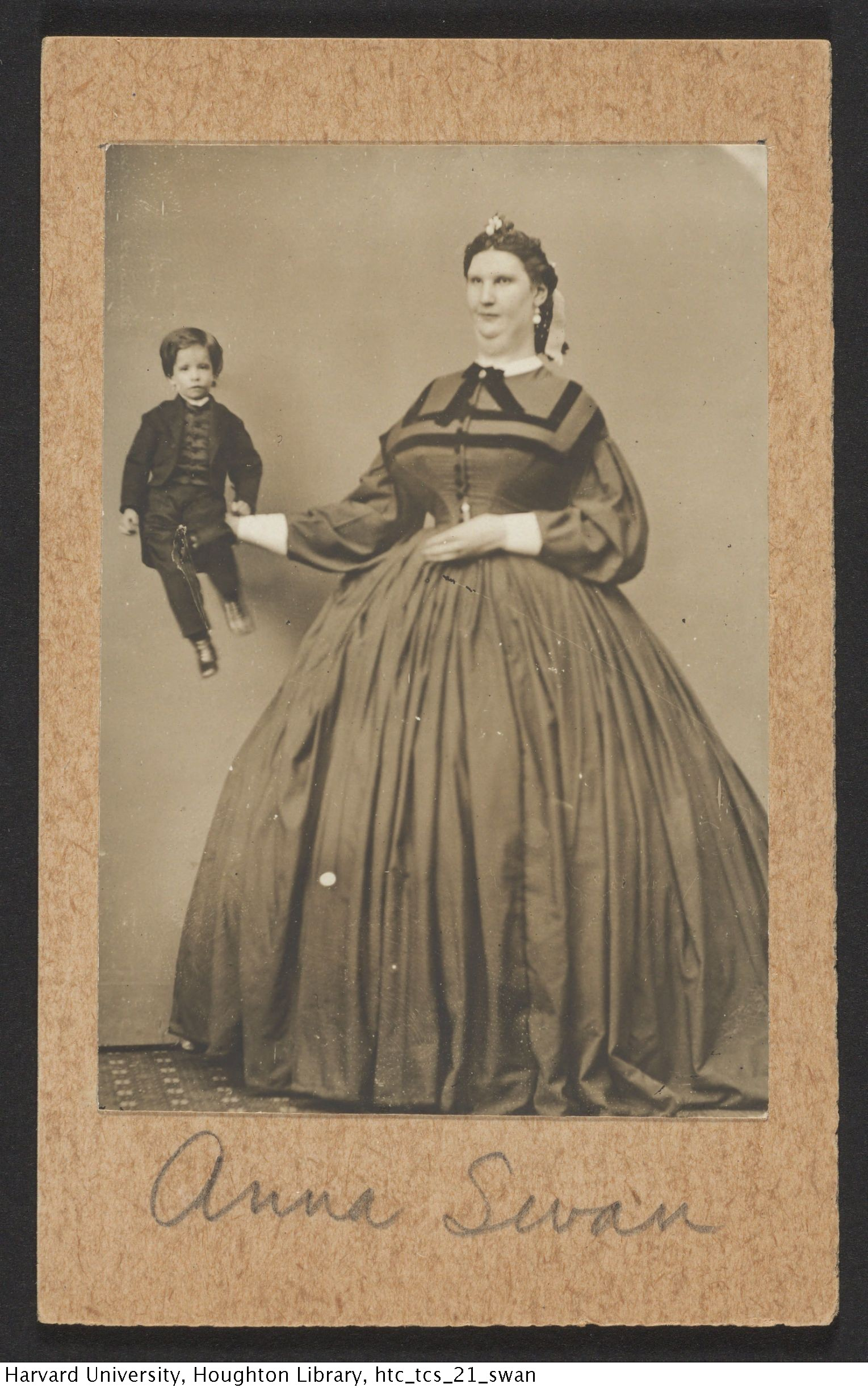
安娜·海宁·贝茨

安娜·海宁·贝茨（英語：Anna Haining Bates，1846年8月6日—1888年8月5日），原姓斯旺（英語：Swan），加拿大女性，因身高达7英尺11英寸（2.41）而著名。父母为蘇格蘭移民，共有13个孩子，安娜排行第三。除安娜外14人身高均为正常水準。

## 生平
安娜的父亲亚历山大·斯旺（英語：Alexander Swan）来自邓弗里斯，母亲来自奥克尼。安娜·斯旺出生时体重16磅（7.3），长得很快，4岁生日时身高便达到4英尺6英寸（137），6岁生日时身高为5英尺2英寸（157.48），较母亲矮一到两英寸（2.5-5厘米）。安娜11岁生日时身高6英尺2英寸（188），体重197磅（89）。 15岁生日时身高已达7英尺（210）。三年后，即1864年，安娜身高达到最大值7英尺11英寸（2.41），脚长14.2英寸（36）；体重通常为330磅（150），但最高也可达371磅（168）。
1862年，費尼爾司·泰勒·巴納姆听说了安娜的事，便派经纪人前往，把安娜及其母亲接来纽约。巴纳姆宣称安娜是世界上最高的女孩，身高8英尺1英寸，给她穿100碼（91）缎子和50碼（46）蕾丝制成的服装。安娜在纽约百老汇的巴纳姆博物馆每月可賺得1000美元。巴纳姆还给她请了三年的私人教师，每天授课三小时。安娜长于文學和音乐，人们普遍认为她很聪明。此外，她还擅长表演、钢琴和声乐，曾扮演过麦克白夫人。后来，巴纳姆的博物馆发生火灾，由于楼梯着火，她只能从窗户逃走，但因身材高大未能成功，后来在他人帮助下逃生。博物馆重建后，安娜继续工作。孰料，博物馆再次起火，安娜所有财产毁于一旦。随后，安娜辞去工作，回到新斯科舍。
1869年，巴纳姆邀安娜来纽约横渡大西洋赴欧洲旅行，在船上，安娜遇上了肯塔基的马丁·范布伦·贝茨。马丁身高7英尺7.5英寸（约236厘米），曾参加南北战争。两人后同为科尔兄弟马戏团演出。1871年6月17日，安娜和马丁在伦敦圣马田教堂举行了婚礼。

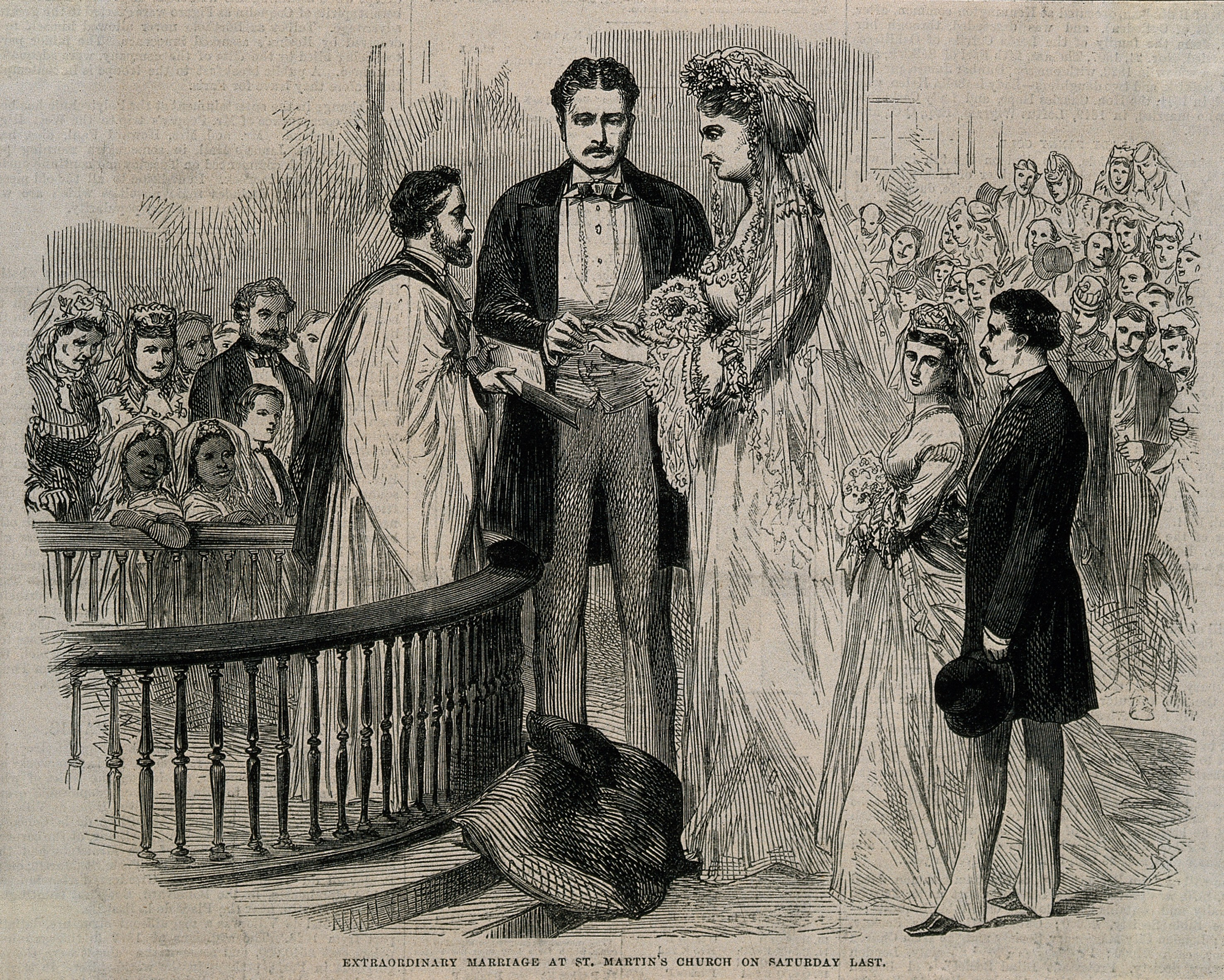
马丁·范布伦与安娜·斯旺结婚，作于1871年

1872年，安娜和丈夫购买了一片130英畝（0.53平方）的土地以建房。房子主体部分天花板高达14英尺（4.3），门高8英尺（2.4），而且特别宽；房子后部则按仆人及来宾的正常体型建造。安娜和马丁有两个孩子，第一个孩子生于1872年5月19日，体重18磅（8.2），一出生便夭折。
1878年夏天巡回演出时，安娜再次怀孕。婴儿生于1879年1月18日，只活了11小时，是有记录以来体型最大的新生儿，体重23磅9盎司（10.7公斤） ，身高近30英寸（76） ，脚长6英寸（150），被追授吉尼斯世界纪录。随后，1879年夏，贝茨夫妇继续随马戏团巡回演出，次年春进行最后一次巡演。安娜在夫妻两人的农场平静度过余生。

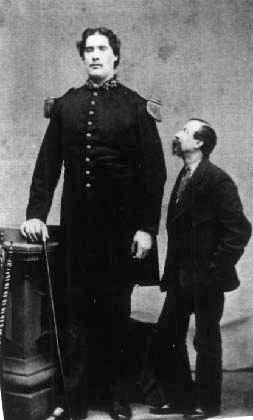
马丁·范布伦·贝茨

1877年，安娜加入当地浸礼宗，和丈夫一起做礼拜。1888年8月5日，时值42岁生日前夜，安娜在睡梦中死于肺结核，享年41岁，留下4万美元遗产。安娜的坟墓上立有一座15英尺（460）高的希腊女神雕像。